# Friedensvertrag zwischen Japan und der Volksrepublik China
Der Friedens- und Freundschaftsvertrag zwischen Japan und der Volksrepublik China (chinesisch 中华人民共和国和日本国和平友好条约, Pinyin Zhōnghuá Rénmín Gònghéguó hé Rìběnguó hépíng yǒuhǎo tiáoyuē, kurz 中日和平友好条约) wurde am 12. August 1978 abgeschlossen. Er markierte den Beginn einer deutlichen Verbesserung in den chinesisch-japanischen Beziehungen.

## Geschichte
Dem Friedensvertrag ging die gemeinsame Erklärung der Regierung Japans und der Regierung der Volksrepublik China in Peking vom 29. September 1972 voraus. Die Verhandlungen zum Friedens- und Freundschaftsvertrag zwischen Japan und der Volksrepublik China begannen im Jahre 1973. Sie steckten jedoch bis ins Jahr 1978 fest, weil China eine Anti-Hegemonialklausel im Vertrag verlangte. Diese Klausel sollte besagen, dass beide Länder darauf verzichten sollen, die Region Ostasien zu dominieren und dass sich beide Länder Bestrebungen dritter Staaten zur Dominanz über die Region widersetzen sollten. Die chinesischen Verhandler wussten, dass die Sowjetunion über eine derartige Klausel nicht erfreut sein würde. Die japanisch-sowjetischen Beziehungen hatten sich bereits verschlechtert und Japan wollte eine weitere Verschlechterung nicht riskieren. Darüber hinaus verhinderten rechte Nationalisten in Japan Zugeständnisse an China.
Erst im Jahre 1977 kam Bewegung in die Verhandlungen. Auf chinesischer Seite kam Deng Xiaoping nach dem Ende der Kulturrevolution zurück in die Außenpolitik. Auf japanischer Seite brachte eine Kabinettsumbildung im November 1977 mit Sonoda Sunao einen China-freundlichen Außenminister in die Regierung. Von Ende 1977 bis zum Sommer 1978 gab es praktisch ständige Gespräche. Ab Juli 1978 gab es 14 Verhandlungsrunden auf höherer Ebene. Im August 1978 traf Deng schließlich die politische Entscheidung, den japanischen Vorschlag einer abgeschwächten Anti-Hegemonialmachtklausel zu akzeptieren. Der Vertrag wurde am 12. August 1978 von den Außenministern der beiden Staaten Huang Hua und Sonoda unterschrieben.
Der Grund für den Meinungsumschwung auf chinesischer Seite liegt daran, dass Deng vorhatte, Maßnahmen gegen eine sowjetische Expansion in Südostasien und eine dadurch befürchtete Einkreisung zu setzen. Vor einem Angriff auf Vietnam wollte Deng dringend die Beziehungen zu anderen Staaten, vor allem die USA und Japan, verbessern.
Am 23. Oktober 1978 wurde der Vertrag anlässlich eines Besuches von Deng Xiaoping in Japan ratifiziert. Zur diesbezüglichen Zeremonie mit Premierminister Fukuda Takeo waren auch 400 japanische Gäste und 28 Botschafter führender Staaten eingeladen. Auf Bitte der chinesischen Seite war der Botschafter der Sowjetunion bei dieser Zeremonie nicht anwesend.